# Byaladakere, Krishnarajpet
Byaladakere là một làng thuộc tehsil Krishnarajpet, huyện Mandya, bang Karnataka, Ấn Độ.